# Soto (achternaam)
Soto is een veel voorkomende Spaanstalige achternaam, die vooral veel in Chili voorkomt. Soto is een toponiem, afgeleid van het Latijnse Saltus, een plek aan de oever of in de weide met bomen en struiken.
In Chili hebben 115.822 personen Soto als eerste achternaam (Spanjaarden en Zuid-Amerikanen hebben twee achternamen, waarvan de eerste de belangrijkste is, zie Iberische en Ibero-Amerikaanse achternamen), waarmee het de zesde achternaam van het land is.